# Añorga
Añorga est un quartier de la ville de Saint-Sébastien (Pays basque - Espagne).
Ancienne zone de fermes dans les alentours de Saint-Sébastien, l'implantation en 1900 de l'entreprise Cementos Rezola dans le quartier a transformé Añorga en un quartier de type industriel, bien qu'il ne soit parvenu à perdre tout le caractère rural qu'il a longtemps eu. Encore considéré  comme un seul quartier, on distingue généralement trois quartiers différents : Añorga (Añorga Haundi - grand Añorga en basque), Añorga-Txiki (petit Añorga en basque) et Rekalde.
Selon le recensement de 2004 ce quartier comptait 4.123 habitants. (dans cette statistique on compte aussi les habitants d'Errotaburu et de  Zubieta, ce qui fait que sa population peut se situer un peu en dessous des 3 000 habitants.

## Localisation géographique
Añorga occupe la partie supérieure du bassin du cours d'eau d'Añorga. Ce petit cours d'eau d'un peu plus de 6,5 km de longueur est actuellement enterré et suit son cours par des canalisations et il n'est donc pas visible sauf dans un petit tronçon de son parcours. Le courant d'añorga naissait près de la limite d'Añorga avec les communes voisines Usúrbil et de Lasarte-Oria. Dans ses 750 premiers mètres l'ancienne voie du courant marque la limite municipale entre Saint-Sébastien et l'actuelle commune de Lasarte-Oria. Cette zone est connue comme Recalde (Errekalde ou Rekalde en basque) et est un des quartiers qui composent le quartier d'Añorga. Son nom signifie zone du courant en basque.
Plus tard le courant traverse les zones d'Amasorrain, Añorga et d'Añorga-Txiki, formant une petite vallée, entourée par des hauteurs modestes d'environ 100 mètres, tandis que le fonds de la vallée se trouve à 40 ou 30 mètres d'altitude. Ensuite le courant traverse Ibaeta et le quartier de l'Antiguo, aboutissant à la mer dans la Baie de la Concha, où on trouve actuellement la  plage d'Ondarreta.

## Description du quartier
Añorga formant le couloir naturel entre la  vallée de l'Oria et la ville de Saint-Sébastien le quartier a été utilisé pour le plan de la  route N-I à son entrée à Saint-Sébastien. Cette route a en outre été dédoublée et a été transformée en route à caractère autoroutier dans les années 1970. Cet autorail, appelé Avenue d'Errekalde et Avenue d'Añorga passe par ce quartier et est la principale artère de celui-ci puisque les différents quartiers qui le composent sont groupés les uns et côté des autres le long de cet axe longitudinal. La route NI forme une barrière  architecturale de premier ordre entre les quartiers d'Añorga situés le long de la route, qui possèdent pour cela une mauvaise connexion piétonnière entre eux et tend à les isoler entre eux. La grande intensité du trafic, le bruit et la pollution que produit la NI sont considérés en outre dans les dernières décennies comme les problèmes les plus graves du quartier.
À la fin des années 1990 on a inauguré une branche de la NI entre Lasarte et d'Aritzeta ( AP-8, qui permet d'éviter le passage du trafic de transit par Añorga. À la suite de l'inauguration de cette branche on a établi des restrictions importantes de vitesse et on a même installé des feux de signalisation dans le tronçon de la NI par Añorga. L'idée était de convertir les Avenues d'Errekalde et d'Añorga, en avenues ou boulevards urbains, mais la route continue à supporter l'important trafic.

## Histoire
Selon Luis Murugarren dans son livre San Sebastián-Donostia l'origine du quartier d'Añorga est antérieure à celui de la ville de Saint-Sébastien elle-même, puisque plusieurs lignées d'Añorga étaient ont été trouvées parmi les premiers habitants de la ville. On a ainsi cité comme maisons peuplant Saint-Sébastien et fondateurs de l'église de Saint-Sébastien l'Antiguo : Amasorrain, Añorga ou Merquelín, entre autres, toutes situées dans des terrains de l'actuelle Añorga.

## La fabrique des ciments Rezola
La zone d'Añorga était dotée d'une tradition pré industrielle de moulins hydrauliques, qui profitaient du potentiel hydraulique des courants abondants dans la zone. Cette tradition a subsisté dans la toponymie. Errekalde signifie zone de courants en basque, ou il existe un chemin d'Errotazar (vieux moulin en basque), qui rappelle une ancienne ferme qui se trouvait dans la zone et qui était précédemment un moulin. D'autre part on exploitait déjà les carrières de  marne et chaux proches de cette zone, qui étaient traitées dans des  fours à chaux.
Dans ce contexte il faut aussi comprendre la fondation en 1850 dans l'ancien moulin d'Añorga-Txiki de l'usine La Esperanza par José María Rezola Gaztañaga, qui fabriquait du ciment naturel à partir des matériaux obtenus de la carrière d'Añorga, en utilisant pour cela des machines qui profitaient de l'énergie hydraulique disponible dans la zone. Cela a été l'origine d'une activité industrielle, la fabrication du ciment, qui, un siècle et demi plus tard, subsiste encore dans le quartier. L'activité de cimenterie, encore modeste à ses débuts, s'est intensifiée à partir de 1900 quand les propriétaires de La Esperanza fonderont la firme Hijos de José Rezola et Cia.. la surface a été transférée à sa situation actuelle avec Añorga-Haundi et elle a commencé à fabriquer le ciment "Portland" en utilisant des moyens modernes et chaque fois plus électrifiés.
Le quartier a crû tout au long du XXe siècle à l'ombre de l'usine des Ciments Rezola et a acquis un caractère industriel. L'usine a exercé tout au long de ce temps une double influence dans le quartier, positive d'une part, puisque pendant des années elle a été le principal employeur et a exercé une tâche  philanthropique/ paternaliste dans la communauté comme le faisaient généralement les grandes entreprises dans le passé, en dotant le quartier de quelques infrastructures, en exerçant un mécénat sur les activités sportives et sociales ou en construisant des logements pour les travailleurs. Toutefois, d'autre part, la cimenterie a projeté aussi comme une ombre noire sur les añorgatarrak (gentilé d'Añorga), en hypothéquant celle calité de vie du quartier avec son bruit, sa poussière et sa pollution et en limitant les possibilités de développement du quartier.
Actuellement l'usine continue son activité, bien qu'elle ne s'appelle plus Cementos Rezola puisqu'une série d'acquisitions ont intégré, il y a longtemps, les entreprises Financières et Minières, propriété du groupe italien Italcementi. L'ancienne Cementos Rezola continue à avoir une importante activité économique, car elle est une des industries les plus importantes situées à Saint-Sébastien, mais n'emploie plus autant de monde, un peu moins de 150. Évidemment, elle n'a plus l'importance qu'elle avait anciennement pour la vie des añorgatarrak.
À l'occasion du 150 anniversaire de la fondation de l'entreprise, en 2000, l'ancienne école des fils des travailleurs de l'usine a été reconverti en musée, le Museum Cemento Rezola, centré sur le ciment et l'histoire de l'usine de ce quartier.

## Associations
- Añorga KKE  : c'est le club sportif et culturel du quartier par antonomase. Il a été fondé en 1922. Des échecs sont un club multi-sports avec des sections de football, pelote basque, l'alpinisme, basket-ball, bowling, chasse, cyclisme, pêche et tir olympique. Il convient souligner sa tâche dans la diffusion de la pelote basque, Añorga ayant produit des pelotaris dans le Guipuzcoa avec des figures comme Mikel Unanue ou Oier Mendizabal. Dans le chapitre de football c'est un club de formation d'où sont sorties quelques figures remarquables comme Silvestre Igoa, Igor Gabilondo ou José María Bakero. Il a aussi été pionnier du football féminin, le club d'Añorga KKE, plusieurs fois en  champion d'Espagne. Sur le plan culturel, l'Añorga KKE a un groupe de danse traditionnelle et organise, entre autres événements, les festivités du quartier.
- Ikaskirola Pilote Elkartea  : club de pelote basque de l'ikastola de Rekalde.
- Gure Kabia Hogar del jubilado  : c'est la  maison du retraité  du quartier mais il s'agit aussi d'une  société gastronomique avec 150 membres.
- Rekalde AAVV  : association d'habitants du quartier de Rekalde.
- Atotxa Erreka Société Sportive Récréative  :  société gastronomique fondée en 1973 à Añorga-Txiki. Elle compte 60 membres. Extraction une compagnie dans la  Tamborrada de Saint-Sébastien qui défile par le quartier.
- Añorga Txiki-Tarrak, AAVV  : association d'habitants du quartier d'Añorga-Txiki.
- Société Errekalde  : petite  société gastronomique fondée en 1982 dans le quartier de Rekalde. Compte une cinquantaine de membres. Elle monte généralement une  Tamborrada Infantile.